# 流感血凝素
血凝素，（英语Hemagglutinin，HA）是一種可在流行性感冒病毒表面找到的血球凝集素，這類血凝素屬於抗原性糖蛋白，可使病毒捆綁在受感染的細胞上。是流感病毒感染性的组成部分。
血凝素是一种一类融合蛋白，具有作为附着因子和膜融合蛋白的多功能活性。因此, 血凝素负责将流感病毒与靶细胞（例如上呼吸道细胞或红细胞）表面的唾液酸结合，从而导致病毒胞吞 。其次，一旦暴露于低pH值中（5.0-5.5），血凝素负责病毒包膜与晚期内体膜的融合。
血凝素这个名称来自于该蛋白质能够在体外引起红细胞聚集在一起（凝集）。

## 亞型
血凝素抗原至少有 18 种不同的亚型，这些亚型被命名为 H1 至 H18。其中H16是於2004年在瑞典和挪威的黑頭鷗中分離的甲型流感病毒上找到的，H17 于 2012 年在果蝠中发现 。2013 年在秘鲁蝙蝠中发现了 H18 。前三种血凝素 H1、H2 和 H3 是在人类流感病毒中发现的。根据系统发育相似性，血凝素蛋白分为2组，其中H1、H2、H5、H6、H8、H9、H11、H12、H13、H16、H17和H18属于第1组，其余属于第2组。甲型流感病毒的血清型由其表面存在的血凝素 (HA) 和神经氨酸酶 (NA) 蛋白决定。神经氨酸酶已知有11种亚型，因此根据HA和NA的组合，流感病毒被命名为H1N1、H5N2等。

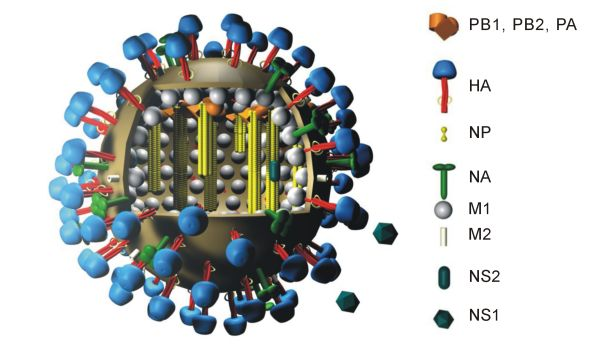
流感病毒的结构，显示神经氨酸酶标记为 NA，血凝素标记为 HA。

甲型H5N1高致病性禽流感病毒感染人类的几率较低。据报道，在人类患者中发现这种禽流感病毒株的H5型血凝素中的单个氨基酸发生变化，“可以显着改变禽流感 H5N1 病毒的受体特异性，使它们能够与最适合人类流感病毒的受体结合”。这一发现似乎解释了通常不会感染人类的 H5N1 病毒如何发生突变并能够有效感染人类细胞。H5N1 病毒的血凝素与该流感病毒株的高致病性有关，这显然是因为它易于通过蛋白水解转化为活性形式。